# Julius Meinl V.
Julius Lindbergh Meinl V. (* 9. Juli 1959 in Wien) ist ein seit August 2013 in Prag ansässiger Privatbankier mit britischer Staatsbürgerschaft. Weite Bekanntheit erlangte er durch den Finanzskandal um den Wertverfall der Aktien der Meinl European Land Ltd. 2008. Er ist seit 2017 Antisemitismusbeauftragter des Jüdischen Weltkongresses.

## Leben
Julius Meinl V. ist der Sohn von Julius Meinl IV. und seiner Frau Maria, Tochter des Kaufhaus-Miterben Paul Gerngroß. Nach dem Abschluss des Studiums der Bank- und Finanzwissenschaften an der Universität St. Gallen (HSG) im Jahre 1981 arbeitete Julius Meinl bei der Swiss Bank Corporation in London und bei Brown Brothers Harriman in New York. Er war der Erbe der Lebensmittelhandelskette Julius Meinl, die er bis auf den traditionsreichen Wiener Standort Meinl am Graben auflöste und den Handelsketten Billa, Spar und Delhaize verkaufte, die diese in ihre Konzerne eingliederten. Das Unternehmen Julius Meinl kaufte 1969 eine Bank und verschmolz sie 1979 mit ihrer Spar- und Kreditvereins-Genossenschaft zur Meinl Bank. Julius Meinl V. übernahm 1983 als Vorstandsvorsitzender die Leitung der Meinl Bank. Von 1987 bis 28. Dezember 2007 war er Vorstandsvorsitzender der Bank und in dieser Funktion maßgeblich an der Expansion der Bank nach Mittel- und Osteuropa beteiligt.
Von Jänner 2014 bis 2017 war Julius Meinl, der eine jüdische Mutter und Großmutter hat, Präsident des EuroAsian Jewish Congress (EAJC), einer Teilorganisation des Jüdischen Weltkongresses (World Jewish Congress/WJC). Meinl sieht den Kampf gegen Antisemitismus als eine seiner Prioritäten an. Als Präsident des EAJC ist Meinl auch im Steering Committee des WJC vertreten. Im Oktober 2017 wurde er vom WJC zum Commissioner for Combating Antisemitism bestellt.
Seit 2012 ist Julius Meinl V. mit Ariane Neuberger, vormals Chefin des Bank Austria Kunstforums, verheiratet. Diese Heirat erfolgte nach der Scheidung 2009 von Franziska, genannt „Spängi“, Tochter des Werbegrafikers Hartwig Preuschl-Haldenburg, die vormals in einer Genfer Bank und als Fotomodell arbeitete. Sie heiratete 2015 Maximilian Prinz zu Fürstenberg, für den es auch die zweite Ehe war. Franziska verstarb 2016 im Alter von 53 Jahren und ist die Mutter von Julius VI., der am 3. Februar 1986 geboren wurde und im Londoner Bankgewerbe arbeitet. Rund zwei Monate vor dem Ableben seiner Mutter heiratete er am 2. Juli 2016 Olivia Christine Stolt-Nielsen Holten, eine Tochter der norwegischen Stolt-Nielsen-Dynastie. Zu diesem Anlass mieteten sie das Opernhaus Oslo an, das an diesem Tag ansonsten geschlossen blieb.

## Rechtsstreitigkeiten
Im Jahr 2008 wurde in Österreich eine Untersuchung über den Wertverfall von Aktien der Meinl European Land Limited eingeleitet. Im selben Jahr wurde eine parallele Untersuchung in Jersey, auf den Kanalinseln, eingeleitet, da Meinl European Land eine Gesellschaft aus Jersey ist. 
Am 1. April 2009 ordnete ein Richter nach einer Vernehmung durch die Wiener Staatsanwaltschaft die Verhaftung von Julius Meinl V. an. Meinl, der zu diesem Zeitpunkt verdächtigt wurde, in noch nicht näher definierte Vergehen verwickelt zu sein, musste eine Kaution in Höhe von 100 Millionen Euro hinterlegen, da der Richter ihn aufgrund seines britischen Passes als fluchtgefährdet einstufte.
Im Februar 2012 gab die Jersey Financial Services Commission bekannt, dass sie ihre Untersuchung der Angelegenheiten von Meinl European Land eingestellt hat, da sie keine Beweise für ein Fehlverhalten gefunden hat.
Nach einer Entscheidung des Oberlandesgerichts Wien wurde der größte Teil der Kaution – 90 Millionen Euro – im März 2013 zurückgezahlt. Der Rest wurde später ebenfalls zurückerstattet.
Am 31. Dezember 2014 wurden Julius Meinl V. und vier weitere Personen, die mit der Meinl Bank in Verbindung stehen, wegen Untreue im Zusammenhang mit einer von der Bank ausgeschütteten Dividende von 212 Millionen Euro angeklagt. Alle fünf Angeklagten, einschließlich Meinl, erhoben Einspruch gegen die Anklage. Am 17. April 2015 gab das Oberlandesgericht Wien (OLG Wien) den Einsprüchen statt und wies alle Anklagepunkte gegen Meinl und die anderen Angeklagten zurück.
Am 14. Mai 2024 gab die Staatsanwaltschaft Wien bekannt, dass sie alle Strafverfahren gegen Julius Meinl V. und weitere Personen eingestellt hat, die sich aus den 2008, also 16 Jahre zuvor, begonnenen Ermittlungen ergeben hatten.
Die Bekanntmachung der Staatsanwaltschaft Wien wurde durch einen umfassenden Bericht gestützt, der Julius Meinl V. und die anderen Personen vollständig entlastete. Die Bekanntmachung bestätigte auch, dass alle Ermittlungen im Zusammenhang mit Meinl European Land abgeschlossen sind und keine weiteren Verfahren anhängig sind. In Anbetracht der Erklärung der Staatsanwaltschaft Wien gibt es weder in Österreich noch in einem anderen Land ein laufendes Strafverfahren im Zusammenhang mit Meinl European Land.